# Austromarxisme
Het austromarxisme was een linkssocialistische stroming in de eerste helft van de twintigste eeuw in Oostenrijk-Hongarije en de Eerste Oostenrijkse Republiek. De belangrijkste denkers van het austromarxisme waren Victor Adler, Karl Renner, Max Adler en bovenal Otto Bauer. Politici die bekend werden door hun austromarxistisch beleid waren Julius Deutsch en Friedrich Adler, de zoon van Victor Adler, maar ongerelateerd aan Max Adler. Allen waren leden van de Sociaaldemocratische Arbeiderspartij van Oostenrijk (SDAPÖ). Anderen die zich met het austromarxisme identificeerden waren Rudolf Hilferding en op momenten Karl Kautsky. Het austromarxisme wordt gekenmerkt door zijn theorie over nationalisme en door zijn radicale karakter in vergelijking van andere sociaaldemocratische theorieën.

## Kenmerken

### Socialistische eenheid
De SDAPÖ onderscheidde zichzelf van de andere Europese sociaaldemocratische partijen, zoals de Duitse Sozialdemokratische Partei Deutschlands en de Nederlandse Sociaal-Democratische Arbeiderspartij (SDAP), door haar socialistische eenheid. In heel Europa werden er na de Russische Revolutie van 1917 communistische partijen opgericht, waardoor er een scheiding ontstond tussen hervormingsgezinde sociaaldemocratische partijen en revolutionaire partijen. In Nederland hield dit in dat de revolutionaire afsplitsing van de SDAP zich omdoopte tot de Communistische Partij Holland. In Oostenrijk gebeurde dit niet. Na de Eerste Wereldoorlog bleef het overgrote gedeelte van de socialisten in de SDAPÖ. De Communistische Partij van Oostenrijk trok zo weinig leden dat zelfs Vladimir Lenin de partij wegzette als een hopeloos project.
Otto Bauer verwoordde het eenheidsstreven van de SDAPÖ dialectisch, stellende dat het niet genoeg was om de twee ideologieën (sociaaldemocratie en communisme) te verenigingen. De uitdaging voor het socialisme zou zijn om de sociaaldemocratische thesis en de communistische antithesis te verenigen in een 'nieuwe, hogere synthese'. Hierin zouden de tekortkomingen van de sociaaldemocratie en van het communisme overkomen worden door een 'integraal socialisme'. Julius Deutsch benadrukte steevast dat zijn sociaaldemocratische partij en de bolsjewieken in Rusland hetzelfde doel voorogen hadden.

### Nationalisme
Otto Bauer, de vicevoorzitter van de SDAPÖ tussen 1918 en 1934, verwoordde het austromarxistische 'persoonlijke principe', een manier om de geografisch verdeelde leden van eenzelfde natie te verenigen. In Die Nationalitätenfrage und die Sozialdemokratie (1907) schreef hij: "Het persoonlijke principe wil naties niet organiseren in territoriale lichamen, maar in eenvoudige verenigingen van personen", waardoor een natie radicaal van een grondgebied zou worden losgekoppeld en verandert in een niet-territoriale vereniging.

### Antifascisme
De SDAPÖ zette na de Eerste Wereldoorlog een paramilitaire afdeling op, de Republikanischer Schutzbund, die de partij moest verdedigen bij een fascistische dreiging. Tijdens de Oostenrijkse Burgeroorlog verloor deze militie de strijd van de austrofascistische Heimwehr in 1934.